# Đồ thị đầy đủ
Đồ thị đầy đủ n đỉnh (tiếng Anh: complete graph), ký hiệu là {\displaystyle K_{n}} (chữ K lấy từ tiếng Đức komplett), là đồ thị đơn vô hướng mà giữa hai đỉnh bất kì của nó luôn có cạnh nối.
Đồ thị {\displaystyle K_{n}} có tất cả {\displaystyle n(n-1)/2} cạnh. Nó là đồ thị đơn có nhiều cạnh nhất, đồng thời là đồ thị chính quy bậc n-1.

## Ví dụ
Sau đây là danh sách và hình vẽ minh họa các đồ thị đầy đủ với số đỉnh từ 1 đến 12, cùng với số cạnh của chúng:
| {\displaystyle K_{1}:0}  | {\displaystyle K_{2}:1}   | {\displaystyle K_{3}:3}   | {\displaystyle K_{4}:6}   |
| ------------------------ | ------------------------- | ------------------------- | ------------------------- |
|                          |                           |                           |                           |
| {\displaystyle K_{5}:10} | {\displaystyle K_{6}:15}  | {\displaystyle K_{7}:21}  | {\displaystyle K_{8}:28}  |
|                          |                           |                           |                           |
| {\displaystyle K_{9}:36} | {\displaystyle K_{10}:45} | {\displaystyle K_{11}:55} | {\displaystyle K_{12}:66} |
|                          |                           |                           |                           |